# Червен площад
Червеният площад (на руски: Красная площадь, от древноруското красный – красен, прекрасен, красив, (съвр. значение: червен) е централният и най-стар площад на град Москва.
Намира се край североизточната стена на Кремъл. На запад от него се разполага Московският Кремъл, на изток – ГУМ и Китай-город, на север – Историческият музей и Съборът на казанската икона на Божията майка (Собор Казанской иконы Божией Матери), а в южната му страна пред Спаската кула се намира катедралният храм „Св. Василий Блажени“ (с канонично название Покровский собор). Той е част от единен ансамбъл с Московския Кремъл, но исторически е част от Китай-город. Архитектурният ансамбъл се намира под охраната на ЮНЕСКО като паметник на Световното наследство.
Дължината на площада е 330 m, а широчината – 70 m, площта – 24 750 m². Павиран е с павета от кримски габро-диабаз.
На Червения площад се намират историческото Лобно място (където през Средновековието се произнасяли и се изпълнявали смъртните присъди), пред храма „Св. Василий Блажени“ се намира паметникът на Минин и Пожарски, а до кремълската стена – Мавзолеят на Ленин. До него по протежение на стената е разположен некропол, в който са погребани държавни и военни дейци от съветския период на държавата.
Достъпът до площада е свободен, с изключение на дните, в които е отворен Мавзолеят. Разрешено е само любителското фотографиране, а професионалното (с използване на стативи, камери и друга професионална техника) – само с предварително разрешение от комендатурата на Кремъл. Разрешенията се издават след лично посещение – не се приемат молби по факс или електронна поща.

## История
Бъдещият главен площад на града възниква през XV век като свободно пространство, необходимо да отдалечи нападателя (на пушечен изстрел) от стените на Кремъл. През 1508 – 1516 г. пред стената на Кремъл е прокопан защитен ров, широк 36 m и дълбок около 10 m.
Постепенно (тук са се вливали 3 от главните улици) мястото се превръща в търговско средище на града. През XVI век градът преживява голям пожар, в който пострадва и първият Кремъл. След пожара кремълските стени вече са каменни – оттогава идва изразът „Белокаменният Кремъл“, а непостоянните дървени търговски постройки постепенно също се заменят с каменни.
През XVI – XVIII век площадът придобива по-официалния си и красив вид. Кремълските стени вече изпълняват само символични функции и постепенно се надграждат с познатите ни орнаменти, изграждат се (или се надстрояват кулите), а след войната с Наполеон от 1812 г. ровът окончателно е зарит, изменя се архитектурният облик на площада, построява се и Историческият музей. Площадът губи търговските си функции и придобива статута си на централен площад. През 1892 г. на площада се появяват първите електрически фенери, а от 1909 до 1930 г. покрай кремълските стени преминава трамвайна линия.
През съветския период площадът придобива съвременния си мемориално-официален статут. Край стените започват да се погребват отначало красногвардейци (след Октомврийската революция), а по-късно и държавници и военноначалници. През 1924 г. на площада е построен първият дървен мавзолей на Ленин. През 1930 г., при подготовката за тържественото откриване на каменния мавзолей, старата калдъръмена настилка е заменена с габро-диабазни павета Статутът окончателно е закрепен с изграждането на Мавзолея на Ленин, в който известно време след смъртта му е положен и Сталин.
На площада започват да се провеждат военни паради, най-известният от които е Парадът на Победата на 9 май 1945 г., състоял се на 24 юни 1945 г.
В постсъветския период площадът се използва и за провеждане на концерти. През 2003 г. Пол Маккартни изнася на площада концерт пред многохилядна тълпа.

## Интересни събития
През 1987 г. Матиас Руст, германски пилот любител, който по онова време е само на 18 години, се приземява на площада. В Деня на пограничните войски на СССР той излита от Хелзинки към Москва със самолет Cessna-172 Skyhawk, изминава няколко хиляди километра през територията на СССР и се приземява близо до храма „Василий Блажени“. Инцидентът е широко отразен в пресата и предизвиква военните реформи на Михаил Горбачов и значителни кадрови промени в Министерството на отбраната.
През 2013 г. универсалният магазин ГУМ инсталира рекламен павилион на марката Louis Vuitton във формата на куфар с размери 9×13 m. В него трябвало да се провеждат изложби и видеоинсталации, а приходите от входните билети да се даряват на благотворителен фонд. Инсталирането на рекламен обект с такива внушителни размери предизвиква отзвук в обществото и СМИ. Противниците на проекта твърдят, че инсталацията е направена незаконно, а самата конструкция нарушава по груб начин целостта на историческия ансамбъл. Представители на ГУМ заявяват, че „преди да бъде монтиран, „сандъкът“ е минал голям кръг от одобрения“.
Още на 27 ноември е започнат демонтажа на павилион, а компанията Louis Vuitton е глобена с 10 000 рубли.

## Галерия
- Изглед от площада
- Червеният площад нощем
- ГУМ
- Покровският събор (храм „Василий Блажени“)
- Държавният исторически музей